# Campionati europei di pattinaggio di figura 2011
I Campionati europei di pattinaggio di figura 2011 sono stati la 103ª edizione della competizione di pattinaggio di figura, valida per la stagione 2010-2011. Si sono svolti dal 24 al 29 gennaio 2011 alla PostFinance Arena di Berna (Svizzera). In programma le gare di singolo maschile e femminile, coppie e danza su ghiaccio. Erano ammessi i pattinatori nati entro il 1º luglio 1995, provenienti da una nazione europea membro della International Skating Union.
Con l'eccezione della gara a coppie, gli atleti con il ranking più basso hanno dovuto partecipare a un turno preliminare prima della finale. Per il singolo maschile, si sono qualificati alla finale i primi 11; per il singolo femminile, le prime 10; per la danza, le prime 8 coppie.
In base ai risultati degli Europei 2010, le nazioni seguenti hanno ottenuto più di un posto nell'edizione 2011.
| Posti | Uomini                                                | Donne                                    | Coppia                                      | Danza                                        |
| ----- | ----------------------------------------------------- | ---------------------------------------- | ------------------------------------------- | -------------------------------------------- |
| 3     | Francia Svizzera                                      | Finlandia Italia                         | Germania Russia                             | Italia Russia                                |
| 2     | Belgio Germania Italia Rep. Ceca Russia Spagna Svezia | Estonia Georgia Russia Svizzera Ungheria | Francia Italia Regno Unito Svizzera Ucraina | Francia Israele Regno Unito Ucraina Ungheria |

## Programma
| Giorno               | Ora / Evento                                                                                         |
| -------------------- | --- |
| Lunedì 24 gennaio    | 12:00 Danza: turno preliminare - programma libero 16:00 Uomini: turno preliminare - programma libero |
| Martedì 25 gennaio   | 10:00 Donne: turno preliminare - programma libero                                                    |
| Mercoledì 26 gennaio | 14:20 Danza: programma corto 19:45 Coppie: programma corto                                           |
| Giovedì 27 gennaio   | 14:00 Uomini: programma corto 19:20 Coppie: programma libero                                         |
| Venerdì 28 gennaio   | 14:00 Donne: programma corto 19:00 Danza: programma libero                                           |
| Sabato 29 gennaio    | 13:00 Donne: programma libero 18:15 Uomini: programma libero                                         |

## Medagliere
| Posizione | Paese       |   |   |   | Totale |
| --------- | ----------- | - | - | - | ------ |
| 1         | Francia     | 2 | 1 | 0 | 3      |
| 2         | Germania    | 1 | 0 | 0 | 1      |
| 2         | Svizzera    | 1 | 0 | 0 | 1      |
| 4         | Russia      | 0 | 2 | 1 | 3      |
| 5         | Italia      | 0 | 1 | 0 | 1      |
| 6         | Rep. Ceca   | 0 | 0 | 1 | 1      |
| 6         | Finlandia   | 0 | 0 | 1 | 1      |
| 6         | Regno Unito | 0 | 0 | 1 | 1      |
| Totale    | Totale      | 4 | 4 | 4 | 12     |

## Risultati

### Singolo maschile
| Pos.                                | Nome                  | Nazione              | Totale | PC         | PL          |
| ----------------------------------- | --------------------- | -------------------- | ------ | ---------- | ----------- |
| Oro                                 | Florent Amodio        | Francia              | 226.86 | 78.11 (1)  | 148.75 (3)  |
| Argento                             | Brian Joubert         | Francia              | 223.01 | 70.44 (7)  | 152.57 (1)  |
| Bronzo                              | Tomáš Verner          | Rep. Ceca            | 222.60 | 72.91 (5)  | 149.69 (2)  |
| 4                                   | Kevin van den Perren  | Belgio               | 216.59 | 73.61 (4)  | 142.98 (5)  |
| 5                                   | Artur Gačinskij       | Russia               | 216.07 | 73.76 (3)  | 142.31 (6)  |
| 6                                   | Samuel Contesti       | Italia               | 204.88 | 72.78 (6)  | 132.10 (9)  |
| 7                                   | Konstantin Menšov     | Russia               | 202.62 | 58.82 (14) | 143.80 (4)  |
| 8                                   | Michal Březina        | Rep. Ceca            | 201.39 | 76.13 (2)  | 125.26 (10) |
| 9                                   | Javier Fernández      | Spagna               | 199.65 | 60.48 (11) | 139.17 (7)  |
| 10                                  | Alban Préaubert       | Francia              | 196.15 | 63.77 (10) | 132.38 (8)  |
| 11                                  | Peter Liebers         | Germania             | 189.00 | 64.53 (9)  | 124.47 (11) |
| 12                                  | Paolo Bacchini        | Italia               | 178.34 | 59.39 (12) | 118.95 (13) |
| 13                                  | Adrian Schultheiss    | Svezia               | 178.19 | 58.36 (15) | 119.83 (12) |
| 14                                  | Kristoffer Berntsson  | Svezia               | 172.58 | 66.62 (8)  | 105.96 (21) |
| 15                                  | Anton Kovalevs'kyj    | Ucraina              | 169.33 | 53.47 (19) | 115.86 (14) |
| 16                                  | Jorik Hendrickx       | Belgio               | 168.39 | 59.14 (13) | 109.25 (19) |
| 17                                  | Kim Lucine            | Monaco               | 167.97 | 52.56 (20) | 115.41 (15) |
| 18                                  | Viktor Pfeifer        | Austria              | 164.83 | 55.70 (17) | 109.13 (20) |
| 19                                  | Javier Raya           | Spagna               | 164.68 | 51.98 (21) | 112.70 (17) |
| 20                                  | Denis Wieczorek       | Germania             | 163.60 | 50.62 (22) | 112.98 (16) |
| 21                                  | Zoltán Kelemen        | Romania              | 160.50 | 50.38 (23) | 110.12 (18) |
| 22                                  | Laurent Alvarez       | Svizzera             | 159.45 | 56.64 (16) | 102.81 (23) |
| 23                                  | Maxim Shipov          | Israele              | 158.28 | 53.99 (18) | 104.29 (22) |
| 24                                  | Stéphane Walker       | Svizzera             | 137.64 | 49.74 (24) | 87.90 (24)  |
| Eliminati dopo il programma corto   |                       |                      |        |            |             |
| 25                                  | Maciej Cieplucha      | Polonia              | 49.33  | 49.33 (25) |             |
| 26                                  | Moris Pfeifhofer      | Svizzera             | 46.93  | 46.93 (26) |             |
| 27                                  | Ali Demirboga         | Turchia              | 42.09  | 42.09 (27) |             |
| 28                                  | Justus Strid          | Danimarca            | 41.84  | 41.84 (28) |             |
| Eliminati dopo il turno preliminare |                       |                      |        |            |             |
| 29                                  | David Richardson      | Regno Unito          |        |            |             |
| 30                                  | Tigran Vardanjan      | Ungheria             |        |            |             |
| 31                                  | Damjan Ostojič        | Bosnia ed Erzegovina |        |            |             |
| 32                                  | Jakub Strobl          | Slovacchia           |        |            |             |
| 33                                  | Valtter Virtanen      | Finlandia            |        |            |             |
| 34                                  | Saulius Ambrulevičius | Lituania             |        |            |             |
| 35                                  | Michail Karaljuk      | Bielorussia          |        |            |             |
| 36                                  | Boyito Mulder         | Paesi Bassi          |        |            |             |
| 37                                  | Georgi Kenčadze       | Bulgaria             |        |            |             |
| Rit.                                | Viktor Romanenkov     | Estonia              |        |            |             |

### Singolo femminile
| Pos.                                | Nome                 | Nazione     | Totale | PC         | PL         |
| ----------------------------------- | -------------------- | ----------- | ------ | ---------- | ---------- |
| Oro                                 | Sarah Meier          | Svizzera    | 170.60 | 58.56 (3)  | 112.04 (2) |
| Argento                             | Carolina Kostner     | Italia      | 168.54 | 53.17 (6)  | 115.37 (1) |
| Bronzo                              | Kiira Korpi          | Finlandia   | 166.40 | 63.50 (1)  | 102.90 (4) |
| 4                                   | Ksenija Makarova     | Russia      | 162.04 | 60.35 (2)  | 101.69 (5) |
| 5                                   | Alëna Leonova        | Russia      | 154.31 | 48.40 (13) | 105.91 (3) |
| 6                                   | Viktoria Helgesson   | Svezia      | 151.66 | 54.70 (4)  | 96.96 (7)  |
| 7                                   | Ira Vannut           | Belgio      | 150.66 | 50.90 (10) | 99.76 (6)  |
| 8                                   | Elena Gedevanishvili | Georgia     | 147.96 | 53.68 (5)  | 94.28 (8)  |
| 9                                   | Maé Bérénice Méité   | Francia     | 138.74 | 51.61 (7)  | 87.13 (10) |
| 10                                  | Valentina Marchei    | Italia      | 137.44 | 51.24 (8)  | 86.20 (14) |
| 11                                  | Sarah Hecken         | Germania    | 137.43 | 51.12 (9)  | 86.31 (12) |
| 12                                  | Sonia Lafuente       | Spagna      | 135.82 | 49.10 (11) | 86.72 (11) |
| 13                                  | Gerli Liinamäe       | Estonia     | 133.73 | 44.07 (16) | 89.66 (9)  |
| 14                                  | Jenna McCorkell      | Regno Unito | 132.15 | 48.65 (12) | 83.50 (15) |
| 15                                  | Juulia Turkkila      | Finlandia   | 131.38 | 45.17 (14) | 86.21 (13) |
| 16                                  | Romy Bühler          | Svizzera    | 122.33 | 44.42 (15) | 77.91 (17) |
| 17                                  | Karina Johnson       | Danimarca   | 121.63 | 38.30 (24) | 83.33 (16) |
| 18                                  | Svetlana Issakova    | Estonia     | 118.44 | 42.30 (18) | 76.14 (18) |
| 19                                  | Viktória Pavuk       | Ungheria    | 112.70 | 42.18 (19) | 70.52 (21) |
| 20                                  | Daša Grm             | Slovenia    | 112.54 | 38.97 (21) | 73.57 (20) |
| 21                                  | Alice Garlisi        | Italia      | 112.36 | 38.79 (22) | 73.57 (19) |
| 22                                  | Fleur Maxwell        | Lussemburgo | 110.59 | 43.64 (17) | 66.95 (24) |
| 23                                  | Hristina Vasileva    | Bulgaria    | 106.79 | 39.11 (20) | 67.68 (22) |
| 24                                  | Alexandra Kunová     | Slovacchia  | 105.86 | 38.67 (23) | 67.19 (23) |
| Eliminate dopo il programma corto   |                      |             |        |            |            |
| 25                                  | Anne Line Gjersem    | Norvegia    | 34.66  | 34.66 (25) |            |
| 26                                  | Iryna Movčan         | Ucraina     | 31.43  | 31.43 (26) |            |
| 27                                  | Clara Peters         | Irlanda     | 30.91  | 30.91 (27) |            |
| 28                                  | Birce Atabey         | Turchia     | 30.50  | 30.50 (28) |            |
| Eliminate dopo il turno preliminare |                      |             |        |            |            |
| 29                                  | Belinda Schönberger  | Austria     |        |            |            |
| 30                                  | Nastassia Hrybko     | Bielorussia |        |            |            |
| 31                                  | Martina Boček        | Rep. Ceca   |        |            |            |
| 32                                  | Cecilia Törn         | Finlandia   |        |            |            |
| 33                                  | Marina Seeh          | Serbia      |        |            |            |
| 34                                  | Katherine Hadford    | Ungheria    |        |            |            |
| 35                                  | Georgia Glastris     | Grecia      |        |            |            |
| 36                                  | Sabina Mariuta       | Romania     |        |            |            |
| 37                                  | Mirna Librić         | Croazia     |        |            |            |
| Rit.                                | Manouk Gijsman       | Paesi Bassi |        |            |            |

### Coppie
| Pos.    | Nome                                      | Nazione     | Totale | PC         | PL         |
| ------- | ----------------------------------------- | ----------- | ------ | ---------- | ---------- |
| Oro     | Aliona Savchenko / Robin Szolkowy         | Germania    | 206.20 | 72.31 (1)  | 133.89 (2) |
| Argento | Juko Kavaguti / Aleksandr Smirnov         | Russia      | 203.61 | 69.49 (2)  | 134.12 (1) |
| Bronzo  | Vera Bazarova / Jurij Larionov            | Russia      | 188.24 | 62.89 (3)  | 125.35 (3) |
| 4       | Katarina Gerbold't / Aleksandr Ėnbert     | Russia      | 169.95 | 57.50 (5)  | 112.45 (4) |
| 5       | Stefania Berton / Ondřej Hotárek          | Italia      | 164.83 | 60.08 (4)  | 104.75 (5) |
| 6       | Maylin Hausch / Daniel Wende              | Germania    | 149.97 | 53.86 (6)  | 96.11 (6)  |
| 7       | Klára Kadlecová / Petr Bidař              | Rep. Ceca   | 139.94 | 48.45 (8)  | 91.49 (7)  |
| 8       | Stacey Kemp / David King                  | Regno Unito | 128.04 | 48.46 (7)  | 79.58 (9)  |
| 9       | Adeline Canac / Yannick Bonheur           | Francia     | 125.34 | 43.02 (9)  | 82.32 (8)  |
| 10      | Ljubov' Bakirova / Mikalaj Kamjančuk      | Bielorussia | 120.72 | 41.51 (10) | 79.21 (10) |
| 11      | Katharina Gierok / Florian Just           | Germania    | 118.06 | 40.70 (11) | 77.36 (11) |
| 12      | Carolina Gillespie / Luca Dematte         | Italia      | 115.53 | 40.11 (12) | 75.42 (12) |
| 13      | Natalja Zabijako / Sergei Kulbach         | Estonia     | 106.47 | 35.01 (14) | 71.46 (13) |
| 14      | Sally Hoolin / Jakub Šafránek             | Regno Unito | 104.16 | 36.41 (13) | 67.75 (14) |
| 15      | Stina Martini / Severin Kiefer            | Austria     | 100.87 | 34.74 (15) | 66.13 (15) |
| Rit.    | Danielle Montalbano / Evgeni Krasnapolski | Israele     |        |            |            |

### Danza su ghiaccio
| Pos.                                | Nome                                      | Nazione     | Totale | PC         | PL         |
| ----------------------------------- | ----------------------------------------- | ----------- | ------ | ---------- | ---------- |
| Oro                                 | Nathalie Péchalat / Fabian Bourzat        | Francia     | 167.40 | 66.91 (1)  | 100.49 (1) |
| Argento                             | Ekaterina Bobrova / Dmitrij Solov'ëv      | Russia      | 161.14 | 65.46 (2)  | 95.68 (2)  |
| Bronzo                              | Sinead Kerr / John Kerr                   | Regno Unito | 157.49 | 62.87 (3)  | 94.62 (3)  |
| 4                                   | Elena Il'inych / Nikita Kacalapov         | Russia      | 153.48 | 60.93 (4)  | 92.55 (4)  |
| 5                                   | Federica Faiella / Massimo Scali          | Italia      | 145.92 | 57.18 (9)  | 88.74 (5)  |
| 6                                   | Ekaterina Rjazanova / Il'ja Tkačenko      | Russia      | 145.05 | 60.91 (5)  | 84.14 (6)  |
| 7                                   | Nelli Zhiganshina / Alexander Gazsi       | Germania    | 140.69 | 57.82 (7)  | 82.87 (7)  |
| 8                                   | Nóra Hoffmann / Maxim Zavozin             | Ungheria    | 140.30 | 58.00 (6)  | 82.30 (8)  |
| 9                                   | Pernelle Carron / Lloyd Jones             | Francia     | 135.41 | 57.23 (8)  | 78.18 (10) |
| 10                                  | Lucie Myslivečková / Matěj Novák          | Rep. Ceca   | 135.35 | 54.37 (10) | 80.98 (9)  |
| 11                                  | Siobhan Heekin-Canedy / Oleksandr Šakalov | Ucraina     | 123.27 | 49.15 (11) | 74.12 (11) |
| 12                                  | Isabella Tobias / Deividas Stagniunas     | Lituania    | 121.36 | 49.00 (12) | 72.36 (13) |
| 13                                  | Nadežda Frolenkova / Mychajlo Kasalo      | Ucraina     | 120.86 | 47.73 (13) | 73.13 (12) |
| 14                                  | Penny Coomes / Nicholas Buckland          | Regno Unito | 116.47 | 44.78 (18) | 71.69 (14) |
| 15                                  | Sara Hurtado / Adria Diaz                 | Spagna      | 115.81 | 44.84 (17) | 70.97 (15) |
| 16                                  | Lorenza Alessandrini / Simone Vaturi      | Italia      | 115.35 | 47.69 (14) | 67.66 (18) |
| 17                                  | Allison Reed / Otar Japaridze             | Georgia     | 114.73 | 46.86 (16) | 67.87 (17) |
| 18                                  | Federica Testa / Christopher Mior         | Italia      | 112.64 | 47.52 (15) | 65.12 (19) |
| 19                                  | Ramona Elsener / Florian Roost            | Svizzera    | 111.86 | 42.35 (19) | 69.51 (16) |
| 20                                  | Brooke Elizabeth Frieling / Lionel Rumi   | Israele     | 99.63  | 41.69 (20) | 57.94 (20) |
| Eliminati dopo il programma corto   |                                           |             |        |            |            |
| 21                                  | Irina Shtork / Taavi Rand                 | Estonia     | 38.76  | 38.76 (21) |            |
| Eliminati dopo il turno preliminare |                                           |             |        |            |            |
| 22                                  | Nikola Višňová / Lukáš Csölley            | Slovacchia  |        |            |            |
| 23                                  | Kira Geil / Tobias Eisenbauer             | Austria     |        |            |            |
| 24                                  | Zsuzsanna Nagy / Máté Fejes               | Ungheria    |        |            |            |
| 25                                  | Lesja Valadzenkava / Vitalij Vakunov      | Bielorussia |        |            |            |
| 26                                  | Henna Lindholm / Ossi Kanervo             | Finlandia   |        |            |            |
| 27                                  | Kristina Tremasova / Dimităr Ličev        | Bulgaria    |        |            |            |